# SprintAir
SprintAir Sp. z o.o., parte de SprintAir Group, es una aerolínea regional con base en Varsovia, Polonia. Opera principalmente vuelos de cabotaje y regionales de carga. Su base de operaciones principal es el Aeropuerto de Varsovia Frederic Chopin.

## Historia
La aerolínea se fundó en 2003, bajo el nombre de Air Polonia Cargo Sp. z o.o. Comenzó a efectuar sus vuelos de carga y correo en abril de 2004, con tres aeronaves Let L-410 UVP-E. Más tarde, ese mismo año, fue rebautizada como Sky Express Sp. z o.o. y adquirió su primer turbohélice SAAB 340A. Entre abril de 2006 y abril de 2007 comenzó a operar sus primeros vuelos regulares regionales de pasajeros bajo el nombre de la aerolínea Direct Fly. Tras la suspensión de los vuelos regulares de pasajeros la aerolínea continuó operando vuelos de carga. En enero de 2008 SprintAir Group fue fundado y la aerolínea cambió su nombre al de SprintAir.
Dos Saab 340A adicionales, anteriormente propiedad de Crossair, Delta Air, Hazelton Airlines y REX fueron entregados en abril de 2008.

## Destinos
- Alemania
  - Berlín (Aeropuerto de Berlín-Tegel)

- Lituania
  - Kaunas (Aeropuerto de Kaunas) (operado por la filial SprintAir Kaunas)

- Polonia
  - Cracovia (Aeropuerto de Cracovia-Juan Pablo II)
  - Gdańsk (Aeropuerto de Gdańsk Lech Wałęsa)
  - Katowice (Aeropuerto Internacional de Katowice)
  - Olsztyn (Aeropuerto de Olsztyn-Mazury)
  - Radom (Aeropuerto de Radom)
  - Rzeszów (Aeropuerto de Rzeszów-Jasionka)
  - Varsovia (Aeropuerto de Varsovia Frederic Chopin) Hub
  - Breslavia (Aeropuerto de Wrocław Copernicus)

- República Checa
  - Praga (Aeropuerto de Praga)

- Ucrania
  - Kiev (Aeropuerto Zhulyany)
  - Leópolis (Aeropuerto Internacional de Leópolis)

- Malta
  - Malta(Aeropuerto Internacional de Malta)

## Flota

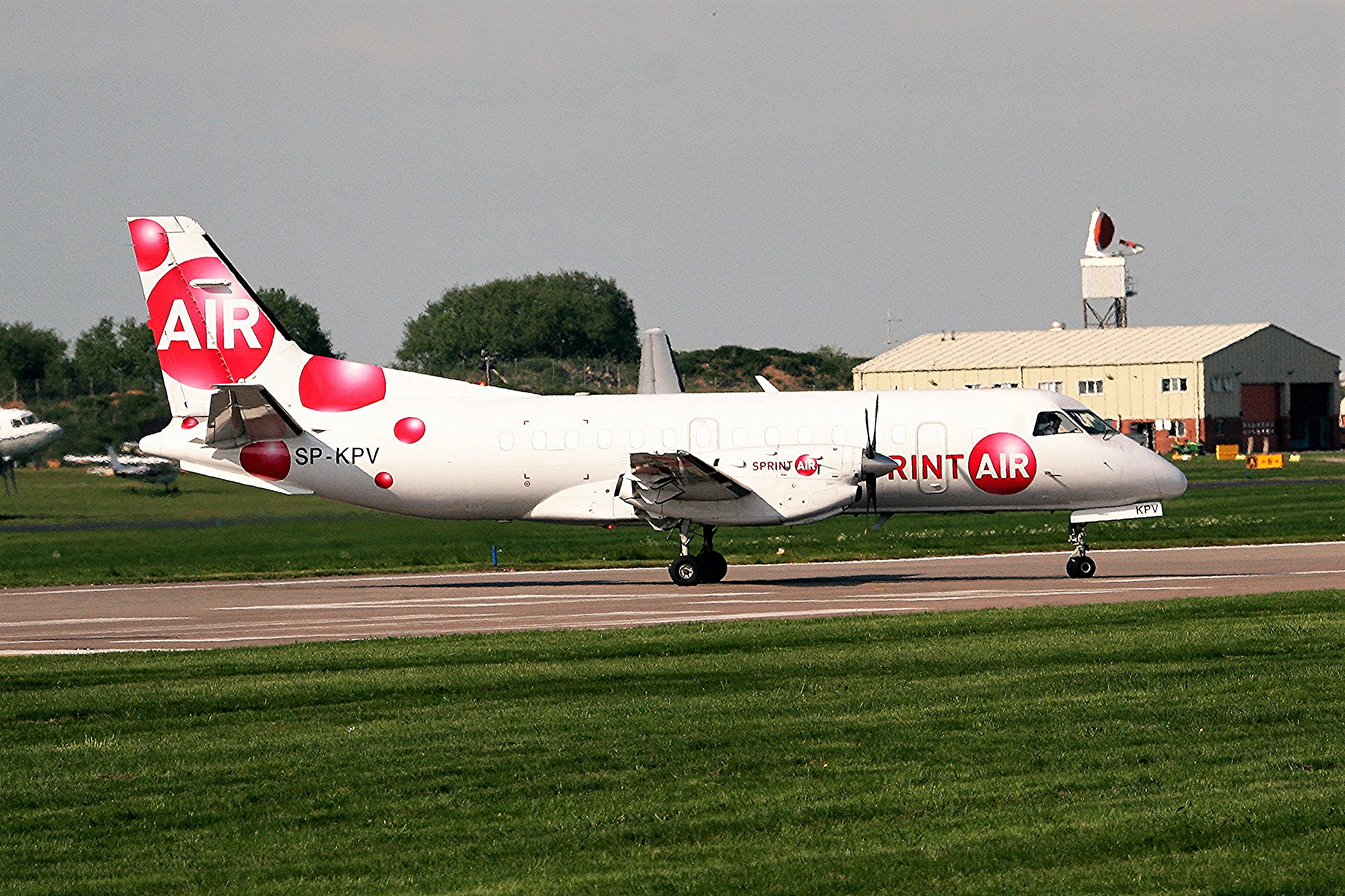
Un Saab 340AF de SprintAir.

La flota de SprintAir incluye las siguientes aeronaves (a febrero de 2021):
| Saab 340    | 05 | — |  |  |  |  |
| ATR 72-200F | 06 | — |  |  |  |  |
| ATR 72-500F | 02 | — |  |  |  |  |
| Total       | 13 | — |  |  |  |  |

La flota de la Aerolínea posee a febrero de 2021 una edad promedio de: 28 años.